# Izjavna forma
Izjávna fórma je v matematiki izjava, kjer kakšno vrednost ali objekt nadomestimo s spremenljivko. Dokler spremenljivka ne nadomesti stvarni objekt, ne moremo govoriti o pravilnosti izjavne forme. Poznamo:
- enomestne izjavne forme: na primer x  | število 120,
- dvomestne izjavne forme: x deli y.

Ko v izjavni formi nadomestimo vse spremenljivke z elementi primerne univerzalne množice, postane izjava.
Pomembne izjavne forme so enačbe in neenačbe. Enačba je izjavna forma, če vsaj en njen izraz vsebuje spremenljivko. Enačbam, ki podajajo zveze med matematičnimi (ali fizikalnimi) količinami, rečemo tudi matematične formule. Enačbe velikokrat podajajo vsebino kakšnega matematičnega izreka.